# Willy Zielke
Willy Zielke est un photographe, monteur, réalisateur, producteur et cadreur allemand, né le 18 septembre 1902 à Łódź et mort le 16 juin 1989 à Bad Pyrmont.

## Biographie
Avant d'emménager en Allemagne avec sa famille, Zielke avait fait des études d'ingénieur en chemins de fer en Russie
De 1922 à 1926, Zielke étudie à l'École d'État bavaroise de photographie de Munich, où il enseigne de 1927 à 1934.
En 1929, il participe avec ses natures mortes à l'exposition internationale Film und Foto à Stuttgart, puis, dans les années 1930, il participe au courant de la nouvelle objectivité. « Ses photographies transcrivent alors une réalité sans artifices, avec pour centre l'objet quotidien. À l'instar de ses contemporains, Zielke conjugue travail artistique et alimentaire. Il réalise des photographies publicitaires, comme celle présentée ici pour la marque Agfa. »
À partir de 1931, il travaille également comme cinéaste. L'attention de Leni Riefenstahl est attirée par son film d'avant-garde La Bête d'acier, qui a pour cadre les chemins de fer et qui fut interdit par le régime nazi, peut-être parce « qu'on y faisait une part trop belle aux chemins de fer anglais et français. Mais c'est probablement son parti pris esthétique qui le fit interdire, ainsi que le manque d'envie de Zielke d'en faire un film de propagande ».
Riefenstahl en fait malgré tout son assistant pour La Victoire de la Foi (Sieg des Glaubens, 1933) et Le Triomphe de la volonté (Triumph des Willens, 1934), Zielke étant contractuellement responsable du contenu et de la conception artistique des prologues. Sur le tournage cependant, des désaccords apparaissent. Selon les notes de Zielke, Riefenstahl aurait voulu être filmée nue, mais il ne capte que ses mains.
Le 13 février 1937, il est interné à l'hôpital psychiatrique de Haar où, au prétexte d'une schizophrénie supposée, on le stérilise de force. D'autres expériences médicales auraient également été menées sur lui dans cet établissement. Il considérait Riefenstahl responsable de cet internement, bien qu'il ne puisse le prouver. En août 1942, cinq ans après son admission forcée, Zielke, considéré comme incurable, est libéré, semble-t-il sur intervention de Riefenstahl qui l'emploie immédiatement comme caméraman sur Tiefland.
Après la Seconde Guerre mondiale, il travaille à Potsdam en tant que traducteur, avant de redevenir cinéaste en RFA, parfois sous le pseudonyme de Victor Valet,
En 1987, la République fédérale d'Allemagne l'indemnise à hauteur de 5 000 DM pour sa stérilisation forcée. Il meurt deux ans plus tard à l'âge de 86 ans, après avoir tout perdu en bourse.